# Cannelle (couleur)
Pour les articles homonymes, voir Cannelle (homonymie).

Bâtons de cannelle sèche.

Le nom de couleur cannelle désigne, dans le contexte de la mode et de la décoration, une teinte de brun, soit d'après la couleur de l'écorce intérieure du cannelier qui porte le nom de cannelle, soit d'après un nom de couleur plus ancien, désignant une couleur plus foncée.
Le vocable cannelle est bien attesté comme nom de couleur en français. Son usage est ancien : « Le noir & le rouge [mixtionnez ensemble par proportions diverses produisent] le pourpre, le tané, canellé, & autres », énonce Vigenère en 1615, précisant, pour la teinture de la soie, « le Tané & Canellé bruns ou plus descouverts, se font avec la Cochenille et le Safran : car le rouge avec le jaune devient Tané ». Furetière considère la couleur cannelle comme un mélange de fauve et de rouge. Castel le définit comme un « orange brun », c'est-à-dire, dans le langage de l'époque, un orange foncé. L'Encyclopédie distingue une couleur cannelle et une couleur cannelle cramoisie. L’Art du peintre de 1773 l'obtient avec de l'ocre.
Au XIXe siècle, Michel-Eugène Chevreul a entrepris de situer les couleurs entre elles et par rapport aux raies de Fraunhofer. Il situe les couleurs de l'écorce de cannelle fraîche comme des orangé rabattu à 5/10, c'est-à-dire au 5° degré d'une échelle de 10 passant visuellement régulièrement de la couleur pleine au gris :
| orangé 5/10 4 ton | 2 orangé 5/10 4 ton | 3 orangé 5/10 4 ton |
|                   |                     |                     |

mais l’Instruction générale pour la teinture des laines, de 1671, indique une couleur Canelle (avec un seul n), dont Chevreul a établi les couleurs :
| 3 orangé 14 ton | 2 orangé 5/10 14 ton |
|                 |                      |

La couleur canelle sur soie de Tuvée est aussi 3 orangé 14 ton. Le Répertoire de couleurs de la Société des chrysanthémistes de 1905 classe la couleur Canelle entre l'ocre et la couleur noisette pour la teinte, avec comme synonyme du plus clair des quatre tons le café au lait. Pour la force du ton, Canelle se trouve entre Isabelle et Terre de Sienne (RC).
Cannelle est un des noms commerciaux sous lequel a été vendu le premier colorant azoïque ayant eu une diffusion industrielle, connu aussi sous le nom de brun de Bismarck.

## Nuanciers
Pour les beaux-arts, deux couleurs sont proposées par respectivement Caran d'Ache et Letraset  :
| 055 Cannelle | Cannelle |
|              |          |

Dans le domaine de la décoration, les nuances varient aussi assez considérablement. On trouve notamment :
| cannelle (V33) | EE143 Poudre de cannelle (Tollens) | Cannelle (labeldeco) |
|                |                                    |                      |

Les nombreux vernis cannelle pour le bois ne peuvent se représenter par un échantillon, puisque le rendu dépend du fond et de l'épaisseur de la couche.

## Mode
La couleur cannelle attire peu de commentaires. En 1680 le Mercure galant, décrivant les habits de Monseigneur, dit que « le quatrième était d'un drap couleur de canelle, tout brodé d'argent » ; l'expression « drap gris de perle et de canelle », en 1687 classe la nuance. Les vendeurs de robes et de rubans préfèrent les noms de couleur plus étonnants, mais on trouve mention, de temps à autre, dans des faits divers, ou au théâtre, d'habits cannelle qui témoignent, avec les recettes pour l'obtenir qu'on trouve dans les manuels de teinturerie, de la permanence de la couleur et de son appellation.